# Urophycis chuss
Lingue, Merluche rouge, Merluche écureuil
Espèce
La Lingue ou merluche rouge ou merluche écureuil (Urophycis chuss) (Red hake, Squirrel hake en anglais) est un poisson de la famille des Gadidés.